# Bernhard Strauß (Psychologe)
Bernhard Strauß (* 3. Juni 1956 in Nürnberg) ist ein deutscher Psychologe, Psychoanalytiker, Gruppenanalytiker und Hochschullehrer.

## Leben
Nach dem Studium an der Universität Konstanz war Strauß bis 1986 Wissenschaftlicher Mitarbeiter an der Abteilung für Sexualforschung des Universitätsklinikums Hamburg-Eppendorf. An der Universität Hamburg promovierte er zu Zeitreihenanalysen. Nach fünf Jahren in Kiel habilitierte er sich 1991 mit Psychologischen Untersuchungen bei Sterilitätspatientinnen. 1992 übernahm er eine Vertretungsprofessur in Hamburg, 1996 wurde er auf den Lehrstuhl für Medizinische Psychologie am Klinikum der Friedrich-Schiller-Universität Jena berufen. Seit 2003 ist er Mitglied der Akademie gemeinnütziger Wissenschaften zu Erfurt.

## Leistungen
Strauß ist Autor, Herausgeber und Schriftleiter zahlreicher Bücher, Fachzeitschriften (z. B. der  Psychotherapie Psychosomatik Medizinische Psychologie) und Buchreihen. Er bekleidet mehrere Funktionen, u. a. war er von 2004 bis 2008 Vorsitzender der Deutschen Gesellschaft für Medizinische Psychologie (DGMP) und war 2008/2009 Präsident der Society for Psychotherapy Research (SPR). 2011 wurde er zum Kollegiat der DFG für das Fachgebiet Klinische, Differentielle und Diagnostische Psychologie, Medizinische Psychologie gewählt. Außerdem unterrichtet er regelmäßig als Gastdozent an der Sigmund Freud Privatuniversität in Wien.
Seine Forschungsinteressen sind Psychotherapieforschung, Klinische Sexualforschung, Untersuchungen zur Krankheitsbewältigung, Klinische Bindungsforschung, Psychosomatik in der Transplantationsmedizin, Psychosomatik in der Reproduktionsmedizin, Psychoonkologie und Psychodiagnostik.

## Schriften
- mit D. Richter und E. Brähler (Hrsg.): Diagnostische Verfahren in der Sexualwissenschaft. Hogrefe, Göttingen 2014, ISBN 978-3-8017-2526-6.
- mit M. Linden (Hrsg.): Risiken und Nebenwirkungen von Psychotherapie. Medizinisch Wissenschaftliche Verlagsgesellschaft, Berlin 2012, ISBN 978-3-941468-64-1.
- mit E. Brähler (Hrsg.): Grundlagen der Medizinischen Psychologie. Enzyklopädie der Psychologie. (= Medizinische Psychologie. Band 1). Hogrefe, Göttingen 2012, ISBN 978-3-8017-0577-0.
- mit D. Mattke: Gruppenpsychotherapie – Lehrbuch für die Praxis. Springer, Heidelberg 2012, ISBN 978-3-642-03496-1.
- mit D. Dankwart und L. Reddemann: Keine Angst vor Gruppen! Gruppenpsychotherapie in Praxis und Forschung. Klett-Cotta, Stuttgart 2011, ISBN 978-3-608-89077-8.
- mit H. Kirchmann, B. Schwark und A. Thomas: Bindung, Sexualität und Persönlichkeitsentwicklung.  Kohlhammer, Stuttgart 2010, ISBN 978-3-17-018646-0.
- mit J. Rosendahl (Hrsg.): Psychosoziale Aspekte körperlicher Krankheiten. Pabst Science Publishers, Lengerich 2008, ISBN 978-3-89967-503-0.
- als Hrsg.: Bindung und Psychopathologie. Klett-Cotta, Stuttgart 2008, ISBN 978-3-608-94507-2.
- mit F. Hohagen und F. Caspar (Hrsg.): Lehrbuch der Psychotherapie. Hogrefe, Göttingen 2007, ISBN 978-3-8017-1605-9.
- mit A. Remmel, O. F. Kernberg und W. Vollmöller (Hrsg.): Handbuch Körper und Persönlichkeit. Schattauer, Stuttgart 2006, ISBN 3-7945-2411-X.
- mit M. Geyer (Hrsg.): Psychotherapie in Zeiten der Globalisierung. Vandenhoeck & Ruprecht, Göttingen 2006, ISBN 3-525-49093-3.
- mit M. Geyer (Hrsg.): Grenzen psychotherapeutischen Handelns. Vandenhoeck & Ruprecht, Göttingen 2006, ISBN 3-525-49091-7.
- mit J. Schumacher (Hrsg.): Klinische Interviews und Ratingskalen. Hogrefe, Göttingen 2005, ISBN 3-8017-1860-3.
- als Hrsg. mit Uwe Berger, Jürgen von Troschke und Elmar Brähler: Lehrbuch Medizinische Psychologie und Medizinische Soziologie. Hogrefe, Göttingen 2004.